# Wangou
Wangou est un village de la commune de Djohong situé dans la région de l'Adamaoua et le département du Mbéré au Cameroun.

## Climat et relief
Le climat de Wangou est tempéré comme dans la plupart des villages de la région de l'Adamaoua qui bénéficie de la présence de petites collines couvertes de savane.

## Administration et politique
Les populations de Wangou sont dirigées par une chefferie traditionnelle de 3e degré. Les partis politiques majoritaires ici sont: le Rassemblement Démocratique du Peuple Camerounais et le Social Democratic Front.

## Religion, culture et population
Les populations de Wangou issus du peuple Gbaya sont catholiques ou luthériennes. Sur le plan culturel, la danse traditionnelle Gbaya est exécutée lors des cérémonies diverses. La langue Gbaya est la plus parlée dans le village.
Les mariages sont aussi scellés par la dot qui se fait dès le début grâce à la contribution d’une pièce de monnaie locale (100 FCFA) et d'une flèche offert par le prétendant au grand-père.

## Économie et transport
L’économie est essentiellement basée sur la vente des produits agricoles (maïs, igname, manioc…). Les modes de transport ici sont effectués par route (véhicules et à pied).